# Lucian Militaru

Lucian Militaru (n. 4 martie 1962

) este un deputat român, ales în 2012 din partea Partidului Democrat Liberal.
În timpului mandatului a trecut la grupul parlamentar al Partidului Național Liberal.
Este vărul politicianului Adriean Videanu.

## Carieră politică
Primar al orașului Videle (2000–2012): Lucian Militaru a fost ales primar al orașului Videle în anul 2000 și a fost reales în 2004 și 2008, exercitând această funcție până în 2012.
Deputat în Parlamentul României (2012–2016): În 2012, a fost ales deputat în circumscripția electorală nr. 36 Teleorman, colegiul uninominal nr. 4, inițial din partea Partidului Democrat Liberal (PDL). În timpul mandatului său, a trecut la grupul parlamentar al Partidului Național Liberal (PNL).
Consilier local în Videle (2020–2024): După încheierea mandatului de deputat, Lucian Militaru a continuat să fie activ în politica locală, ocupând funcția de consilier local în Videle în perioada 2020–2024.
Consilier județean al județului Teleorman (2024–prezent): Lucian Militaru este ales consilier județean în județul Teleorman pentru mandatul 2024–2028.